# 콘스탄트 가드너
《콘스탄트 가드너》(The Constant Gardener)는 영국의 저자 존 르 카레가 쓴 2001년 소설이다. 이 소설은 활동가 아내의 살해를 경험한 영국의 외교관 저스틴 퀘일의 이야기를 전달한다. 이 살인 뒤에 무언가가 있다고 생각한 그는 진실을 파헤치고 부패한 관료체제와 제약 관련 돈에 관한 국제적 음모를 찾아낸다.
이 이야기는 나이지리아에서 발생한 실화에 기반을 두고 있다. 이 책은 나중에 2005년 장편 영화로 각색되었다.